# Spiral
El sistema aeroespacial «Spiral» (en ruso: Авиационно-космическая система «Спира́ль»), fue un proyecto espacial soviético que tenía como objetivo el desarrollar y diseñar una nave espacial reutilizable que se pudiera utilizar para efectuar misiones de reconocimiento fotográfico, reconocimiento por radar, intercepción orbital, ataque espacio-tierra, mediante misiles lanzados desde el espacio a una órbita baja o operaciones de carga a estaciones espaciales. El proyecto estuvo activo entre 1964 y 1979 y fue el precursor del transbordador Burán.
El Proyecto Spiral comenzó en la década de 1960 y fue una respuesta al programa de bombarderos de reconocimiento e interceptor espacial de Estados Unidos X-20 «Dyna Soar»
En 1964, se desarrollaron las bases directrices del proyecto por el 30.º Instituto Central de Investigación de la Fuerza Aérea de la Unión Soviética y, en el verano de 1966, comenzaron los trabajos de investigación y desarrollo en la oficina de diseño OKB-155 de A.I. Mikoyan bajo la dirección del diseñador jefe Gleb Evgenievich Lozino-Lozinsky. Entre 1969 a 1974, se realizaron varios modelos a escala de los «BOR» (acrónimo de ‘Avión-cohete Automático Orbital’) y, entre 1976 a 1978, se llevaron a cabo 7 vuelos de prueba con éxito del MiG-105. 11 el avión subsónico de vuelo orbital que era la Aeronave Orbital Tripulada Experimental «EPOS».
Basándose en las investigaciones y desarrollos del programa Spiral se desarrolló en la Unión Soviética el transbordador Burán y en los Estados Unidos el programa HL-20, sobre cuya base se crearon las naves espaciales Dream Chaser y X-37В.

## Diseño y desarrollo
Tras definir, a finales de la década de 1950 y principios de la de 1960, una serie de tareas que no se podrían realizar por completo con los misiles balísticos ni con las naves espaciales que entonces se estaban desarrollando se decidió la puesta en marcha de un proyecto de desarrollo para un sistema aeroespacial de una nave orbital tripulada y reutilizable que podría ser lanzada de forma horizontal mediante un avión nodriza. Este proyecto recibió el nombre de «Spiral». El proyecto sae comenzó a desarrollar en 1964 y lo hizo en forma paralela a los proyectos estadounidense del avión cohete North American X-15 y el avión espacial Boeing X-20 Dyna-Soar.
La idea inicial era realizar un sistema que tendría ciertas ventajas respecto a los cohetes convencionales, como poder sostener un elevado ritmo de lanzamientos, ser dos o tres veces más pequeño que un cohete de la misma capacidad de carga, costar de 3 a 3,5 veces menos que un cohete convencional, poder alcanzar cualquier tipo de órbita y no depender del estado meteorológico para su lanzamiento. El proyecto Spiral dio paso, tras su cancelación definitiva, al diseño del transbordador Burán de mayor tamaño y capacidad. Las conclusiones de sus experimentos y estudios sirvieron muy eficazmente para desarrollar con éxito posteriores programas espaciales como el transbordador Burán en la Unión Soviética y para el proyecto del transbordador HL-20 de la NASA en los Estados Unidos.
Se desarrollaron los sistemas de lanzamiento y la nave orbital tripulada, así como una serie de naves no tripuladas realizadas a escala denominadas BOR que trascendieron al mismo proyecto y se utilizaron en desarrollos posteriores.
El sistema aeroespacial «Spiral» fue uno de los proyectos científicos más ambiciosos y secretos de la historia de la aviación soviética. La nave orbital tripulada, de 115 toneladas, tres alas y reutilizable, ser lanzado desde el aire con un avión del lanzamiento tipo nodriza y con la ayuda de un cohete poder realizar un vuelo vertical hasta el espacio, a una velocidad de Mach 6, para luego liberar el cohete principal y continuar su trayectoria en la órbita baja.
La nave volvería a su base de lanzamiento después de completar la misión, con un vuelo de ingreso atmosférico controlado por un solo piloto. El avión orbital llevaría una carga útil de hasta 10,3 toneladas a la órbita circumpolar de 130 a 150 km en el vehículo de desplazamiento de hasta 750 km si el motor fuera de hidrógeno líquido, o de 5 toneladas si fuera de queroseno. Un sistema de refuerzo, con la funcionara con flúor e hidrógeno podría a órbitas 130 a 150 km de altitud, inclinación de 45 a 135°.
Las características de maniobrabilidad de la nave orbital tripulada, estaba basada en pequeños motores en su parte trasera, y un cohete de refuerzo en el espacio, que sería desechado tras su uso. Este cohete funcionaría con flúor y amidol. La versión de interceptor puede realizar una maniobra combinada de forma simultánea. Para completar el vuelo, el piloto ordena el freno y arranque de motores, para que el avión espacial pueda ingresar en la atmósfera a un gran ángulo de ataque, para controlar la aeronave durante el descenso. Sería capaz de realizar una maniobra de aerodinámica en la trayectoria de vuelo sin motor en el rango de 4000-6000 kilómetros y desviación lateral de 1500 km.
El avión espacial se orientaría a la zona de aterrizaje a control remoto, desde la base de comando en tierra, calculando el vector de velocidad a lo largo de la pista, mediante el uso de un avanzado programa de implementación, la agilidad del avión espacial, le permitiría aterrizar a una velocidad de menos de 250 km/h en la noche y en condiciones meteorológicas adversas en uno de los aeródromos de reserva de 2.ª clase en cualquier lugar de la Unión Soviética, en cualquiera de sus tres circuitos de la órbita.

## Configuración
En el proyecto Spiral se planteó el desarrollo del lanzamiento horizontal de una nave reutilizable, el orbitador espacial, para ello se ideó un acelerador hipersónico, que designaron GSR, y un sistema de cohete acelerador de dos etapas, además de la propia nave orbitadora. La nave, tras su salida al espacio, debía regresar a la Tierra, traspasar la atmósfera y aterrizar como un avión convencional.
El sistema Spiral contaba de tres elementos principales para su diseño y desarrollo:
- Un nuevo avión de carga hipersónico reutilizable llamado Spiral 50/50.
- Un cohete desechable de dos etapas.
- Aeronave Orbital Tripulada Experimental «EPOS» u orbitador espacial, cuya forma le valió el apodo «zueco» (en ruso лапоть, pronunciado Lapot) denominado también como MiG-105.

Para el estudio y desarrollo se crearon los «BOR», acrónimo de ‘Avión-cohete Automático Orbital’.

### El avión hipersónicoSpiral 50/50

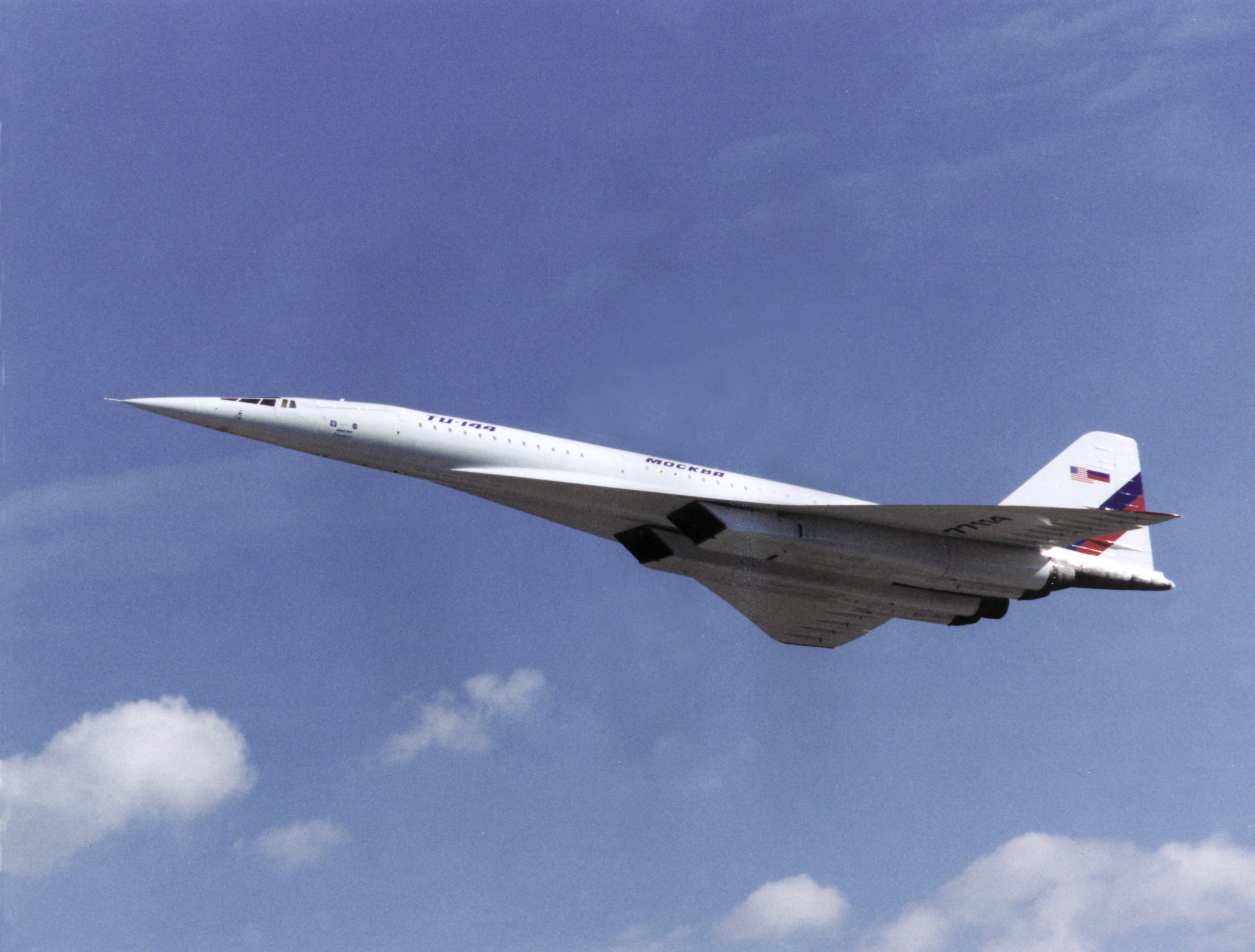
Tupolev Tu-144LL, programa experimental de la década de 1990.

El avión portador debía de servir en primera etapa del lanzamiento horizontal. El diseño se basó en el avión supersónico de pasajeros Tupolev Tu-144 y en el bombardero supersónico que no llegó a entrar en producción en serie, Sujoi T-4. Se encargó de su desarrollo la Oficina de Diseño de Túpolev, el OKB-155, que realizó una nave de 52 toneladas de peso, 38 metros de longitud y 16,5 metros de envergadura que podría alcanzar los 6 Mach de velocidad. Sobre el fuselaje del avión iba la Aeronave Orbital Tripulada Experimental «EPOS» y el cohete para la segunda etapa del lanzamiento. El «EPOS» pesaba unas 10 toneladas y tenía una longitud de 8 metros y una envergadura de 7,4 metros.
La de la nave era muy aerodinámica, especialmente diseñado para altas velocidades, carecía de cola, tenía forma de ala delta con un gran barrido variable a lo largo del borde de ataque del tipo «doble delta» con un barrido de 80° en la zona de proa y 60° en la parte final del ala. Tenía un área de 240,0 m² con superficies estabilizadoras verticales en los extremos del ala. Los planos de la quilla se inclinaban hacia dentro 3°, lo que aumentaba la estabilidad en la pista. El borde de ataque del ala tiene un perfil de doble ángulo, desde la cabina de mando hasta las alas. El control se realizaba mediante timones en las quillas, los elevadores y los flaps de aterrizaje. El fuselaje central se proyectaba hacia atrás de la nave con un bulbo trasero, que separaba los motores del lado izquierdo y derecho, posicionados uno sobre el otro, para disminuir el arrastre del fuselaje central. Para la mejora de la estabilidad direccional en velocidades hipersónicas llevaba una cresta ventral plegable que se escamoteaba bajo el fuselaje, entre los dos motores inferiores, en las operaciones de despegue y toda de tierra. La cabina del avión, con capacidad para dos personas, estaba presurizada y era eyectable en cualquier altitud. El morro de la nave se inclinaba 5° respecto al fuselaje de la nave lo cual mejoraba hasta en 14° la visibilidad en las maniobras de aterrizaje (esto se usó luego en la creación de aviones de pasajeros supersónicos de la primera generación, como el «Concorde» y el Tu-144).
El tren de aterrizaje era triciclo con un puntal de morro que se liberaba en la dirección de «contravuelo», equipado con neumáticos emparejados de 850 × 250 mm. El puntal principal está equipado con un bogie de dos ruedas con una disposición en tándem de ruedas de 1300 × 350 mm que permitía reducir su ocupación dentro del chasis. La pista del tren de aterrizaje principal es de 5,75 M.
El GSR, como lo llamaban, estaba equipado con 4 potentes motores turbo-estatorreactores de un diámetro de 1250 mm, con postquemador, situados junto al fuselaje central en una cámara cuadrada, desarrollado por AM Lyulka con un empuje de despegue de 17,5 toneladas cada uno montados juntos bajo el cuerpo principal de la nave, a cada lado del fuselaje central, para capturar la corriente de aire proyectada hasta los motores por la punta del avión, en una entrada de aire única bajo el fuselaje central y una sola boquilla divergente de aire supersónico, en forma parecida al posterior diseño del avión experimental hipersónico estadounidense NASA X-43. El combustible era hidrógeno licuado. La nave tenía un peso de 36 toneladas en vacío, y portaba 16 toneladas de hidrógeno líquido (213 m³), para lo cual se destinaron 260 m³ del volumen interno.
La particularidad de los nuevos motores consistía en el uso de los vapores de hidrógeno para el engranaje de la turbina que gira el compresor turbojet, el hidrógeno del evaporador se colocó en la entrada del compresor. Esta es la forma en que se elaboró el motor de la aeronave, con la combinación de motores turbofan, hipersónicos y turborreactores, con el cohete superior que podía ser utilizado como tanque de combustible externo, para lograr alta velocidad.
La toma de aire ajustable en modo hipersónico fue otra característica avanzada del diseño, la ventaja de la superficie del fondo de la base del fuselaje, la base de las alas y el morro de la nave, especialmente diseñado para comprimir el aire a los motores, con nuevos materiales resistentes al calor.
En la parte superior se instaló una caja especial, en la que ubicaba el orbitador y el cohete propulsor cuyo morro y cola estaban cubiertos con carenados.
El avión propulsor fue el primer diseño detallado tecnológicamente revolucionario de un avión de propulsión a chorro hipersónico. En el 40.º Congreso de la Federación Aeronáutica Internacional (FAI) que se celebró en 1989 en la ciudad española de Málaga, los representantes de la NASA elogiaron la aeronave propulsora y señalaron que estaba «diseñada de acuerdo con requisitos modernos».
En vista del requerimiento de altas dotaciones presupuestarias para el desarrollo de tecnologías fundamentalmente nuevas de propulsión, aerodinámica y ciencia de los materiales para crear un avión con acelerador hipersónico, las últimas versiones del proyecto consideraron una posibilidad menos costosa y más rápidamente alcanzable de crear no un avión hipersónico, sino uno supersónico, y se consideró entonces el avión de reconocimiento de ataque T-4 («100») para basar el desarrollo; sin embargo, tampoco se implementó.
Se consideraron dos versiones para este avión, una más sencilla para pruebas iniciales de vuelo y otra de mayores prestaciones, de alta velocidad y altitud operativa. La sencilla hubiera utilizado queroseno como combustible para los 4 motores de turbina, hubiera alcanzado Mach 4 y una altitud operativa de 24 000 m, volando a gran altura y hubiera permitido colocar en órbita cargas de hasta 5 toneladas. La versión más avanzada de la nave nodriza, hubiera utilizado hidrógeno como combustible, alcanzado velocidad supersónica de Mach 6 y una altitud operativa de más de 30 km de altura, y hubiera permitido colocar en órbita cargas de hasta 10,3 toneladas. Tras liberar las etapas superiores para su lanzamiento al espacio, el avión hubiera regresado volando al lugar de lanzamiento inicial, en una pista de aterrizaje convencional. Para facilitar el aterrizaje el morro era inclinable, como el diseño del avión supersónico Concorde o el soviético Túpolev Tu-144.
El avión del lanzamiento tipo nave nodriza, podría ser utilizado también como un avión de largo alcance, hipersónico de reconocimiento estratégico, equipado con 4 potentes motores de turbina que podrían quemar queroseno y una mezcla de hidrógeno, con velocidad supersónica de Mach 4, un alcance de más de 7000 km en velocidad de crucero Mach 3, mientras que el motor de hidrógeno instalado sobre el fuselaje de la nave, ocupando el lugar del cohete de impulso del avión espacial VTOL, le permitiría alcanzar una velocidad de hasta Mach 6 y un alcance operativo de 12 000 km, y también podría servir, como un tanque de combustible externo para los 4 motores de la nave, instalado sobre el fuselaje central en un diseño original y único en su tipo.
El sistema de refuerzo de potencia, para esta misión de vuelo de reconocimiento, se instalaba en la parte superior del avión, en un perfil acanalado para evitar la resistencia del aire, junto con el cohete externo para lograr un impulso supersónico sostenido, en la misma forma de la Aeronave Orbital Tripulada Experimental «EPOS» de dos etapas, con la longitud de 27 m (18,0 m para la primera etapa del cohete) y tendría 9,75 m más para la configuración de carga del «EPOS». El refuerzo de potencia de la nave, que se convertiría en un avión cohete sería con el combustible de oxígeno-hidrógeno, el cohete tendría 1 m más de largo y medio metro más ancho, para aumentar su alcance y velocidad, en misiones de reconocimiento; con esta potencia adicional, la nave nodriza se convertiría en un avión cohete supersónico con 4 motores de turbina integrados al fuselaje central y 1 motor cohete externo, con la función de tanque de combustible externo de Hidrógeno para aumentar su alcance operativo, que fue probado con éxito años más tarde en el avión bombardero estratégico Tupolev Tu-160 en su versión experimental «Tu-160V», que utiliza hidrógeno como combustible, en un tanque de combustible externo bajo el fuselaje central, en las compuertas de la bahía de carga de armas.
El avión espacial «EPOS» transportado sobre la nave nodriza, para la versión del lanzamiento espacial, era un cuerpo de elevación de fondo plano con una gran nariz respingada. La punta de la nave con una ojiva de 60°. Segmento con 1,5 m de radio de la esfera. Su diseño especial era para poder acoplarse a la nave nodriza, en un canal en la parte superior del fuselaje central, para reducir considerablemente la resistencia del aire, durante el lanzamiento desde la nave nodriza, y luego, en el vuelo orbital, con la forma del cuerpo de popa poder maniobrar en el espacio y disminuir, el calentamiento durante el reingreso a la atmósfera, cuando se calienta a 1400 °C.
El sistema de lanzamiento horizontal de un avión espacial que se desarrolló en el proyecto Spiral se desarrolló en paralelo a proyecto realizado por Estados Unidos con el avión cohete experimental North American X-15 que logró volar con éxito hasta el borde del espacio a velocidad de Mach 6, lanzado desde un avión bombardero estratégico Boeing B-52 Stratofortress como un misil, y con el avión supersónico Lockheed SR-71 que participó en el programa experimental secreto Proyecto Aurora, de una nave de pruebas de alta velocidad transportada sobre el fuselaje central de un SR-71 modificado, una variante con una cabina especial para un oficial de control de lanzamiento y transportaba un avión robot no tripulado de reconocimiento de alta velocidad, con un motor especial para pruebas de vuelo de alta velocidad, que solamente podía funcionar si era lanzado a velocidad supersónica y gran altitud operativa, que realizó algunas pruebas de lanzamiento de vuelo supersónico a gran altitud.
Datos geométricos de un avión propulsor hipersónico
- Área de ala geométrica, S cr: 240 m²
- Cuerda de ala aerodinámica promedio, L sakh: 16,875 metros
- Cuerda alar a lo largo del eje de la aeronave, b 0: 32,6 metros
- Acorde del ala al final, b a: 4,5 metros
- Espesor del perfil del ala, lateral / final: 0.025 / 0.03
- Área de Elevon, S el: 24 m²
- Envergadura, L: 16,5 metros
- Alargamiento del ala, l: 1,14
- Palmo de Elevon, L el: 10,2 metros
- Barrido del ala a lo largo del borde de ataque, raíz / conc: 80 0 /60 0
- Longitud del fuselaje, L f: 38 metros
- Diámetro del fuselaje (máximo): 4,15 metros
- Sección media del fuselaje (incluidas las góndolas del ala y del motor), F f: 20,9 m²
- Área de entrada de la entrada de aire, F: 12,8 m²
- Ancho del fuselaje (por góndolas de motor): 6,2 metros
- Área de la cola vertical en el ala: 2 × 18,5 m²
- Área de la cresta ventral, S gr: 10 m²
- Combustible

Básico: hidrógeno líquido
Intermedio: queroseno

### El cohete
El cohete impulsor de dos etapas estaba ubicado en una posición semisumergida en la parte trasera del avión hipersónico, GSR, y enganchado a él, mediante un anillo de acoplamiento, se encontraba el orbitador, la Aeronave Orbital Tripulada Experimental «EPOS». Cuando el avión GSR llegará a una altitud de 20 000 m se separaba el cohete y ponía en marcha sus motores de la primera etapa, que lo llevaban a una altitud de más de 50 000 metros, donde se ponía en marcha la segunda etapa que posiciona la nave en una órbita baja entre 70 km y 100 km de altitud.
El cohete era desechable, sus etapas se desprendían en el espacio tras consumir el combustible. También podía ser utilizado como un cohete auxiliar para aumentar la velocidad del GSR, en la configuración de avión de reconocimiento de alta velocidad, que finalmente se convertiría en un avión cohete, superando la velocidad y alcance del proyecto del avión espía occidental Lockheed SR-71, que estaba siendo desarrollado en forma paralela por Estados Unidos.
En la primera parte del desarrollo se creó una variante intermedia que utilizaba hidrógeno-oxígeno (H2 + O2) como elementos impulsores, mientras que la variante final era de hidrógeno-flúor (F2 + O2). El hidrógeno fue el tipo de combustible considerado por los diseñadores, aún cuando tenía algunos inconvenientes como su bajo peso específico o escasa producción en la propia Unión Soviética. El queroseno no fue nunca considerado como combustible para un propulsor de cohetes. El oxígeno es un buen oxidante para el hidrógeno, pero requiere un mayor tamaño de los depósitos que utilizando flúor, lo cual incide en la reducción de la velocidad máxima de desacoplamiento que pasa de 5,5 a M = 6 y mejora la carga útil que se puede poner en órbita.
El cohete propulsor, en la versión flúor-hidrógeno, tenía una longitud de 27,75 m, incluidos 18,0 m de la primera etapa con un drenaje inferior y 9,75 m de la segunda etapa portando el avión orbital. La versión de oxígeno-hidrógeno era 96 cm más larga y 50 cm más gruesa.
El diseño se basó en el vehículo de lanzamiento 8K84, el misil intercontinental también conocido como UR-100. La primera etapa de propulsora estaba equipada con cuatro motores de cohete de empuje de 25 tf cada uno. En la etapa del vuelo del acelerador como parte del GSR, la parte que sobresale de la boquilla de cada motor cohete propulsor líquido se cierra con un carenado cónico, y la sección inferior del escenario para reducir la resistencia aerodinámica se cierra con un descargado carenado-desagüe. El cuerpo de la primera etapa está formado por los tanques de soporte de componentes de combustible, el oxidante F2 en el frente y combustible H2 en la parte posterior, con una pared hermética combinada común. La segunda etapa es de diseño más complejo al estar dentro de la aeronave orbital. El motor proporciona un empuje de 25 toneladas.
Parámetros comparativos de variantes de propulsores de cohetes.
| - Impulso específico: Básico: 460 s Intermedio: 455 s - Longitud (con aeronave orbital y carenado): Básico: 27,75 m Intermedio: 28,71 m - Peso vacío: Básico: 6150 kg Intermedio: 8620 kg - Peso de despegue (sin OS): Básico: 52 700 kg Intermedio: 51 120 kg - Relación de componentes Básico: 1:14 Intermedio: 1:7,5 | Parámetros de la etapa I - Peso vacío: Básico: 5500 kg Intermedio: 7700 kg - Combustible: Básico: H2 líquido Peso: 2800 kg Volumen: 40,0 m³ Intermedio: H2 líquido Peso: 4500 kg Volumen: 60,0 m³ - comburente (agente oxidante): Básico: F2 líquido Peso: 39 200 kg Volumen: 25 m³ Diámetro de los tanques: 2,5 m Peso de despegue: 47 500 kg Empuje del motor cohete: 4 × 25 000 kgf Intermedio: O2 líquido Peso: 33 750 kg Volumen: 30,9 m³ Diámetro de los tanques: 3,0 m Peso de despegue: 45 950 kg Empuje del motor cohete: 4 × 25 000 kgf | Parámetros de la etapa II - Peso vacío: Básico: 650 kg Intermedio: 920 kg - Combustible: Básico: H2 líquido Peso: 310 kg Volumen: 4,42 m³ Intermedio: H2 líquido Peso: 500 kg Volumen: 6,67 m³ - comburente (agente oxidante): Básico: F2 líquido Peso: 4240 kg Volumen: 2,7 m³ Diámetro de los tanques: 2,5 m Peso de despegue (sin orbitador): 5200 kg Empuje del motor cohete: 1 × 25 000 kgf Intermedio: O2 líquido Peso: 3750 kg Volumen: 3,43 m³ Diámetro de los tanques: 3,0 m Peso de despegue (sin orbitador): 5170 kg Empuje del motor cohete: 1 × 25 000 kgf |

### El orbitador

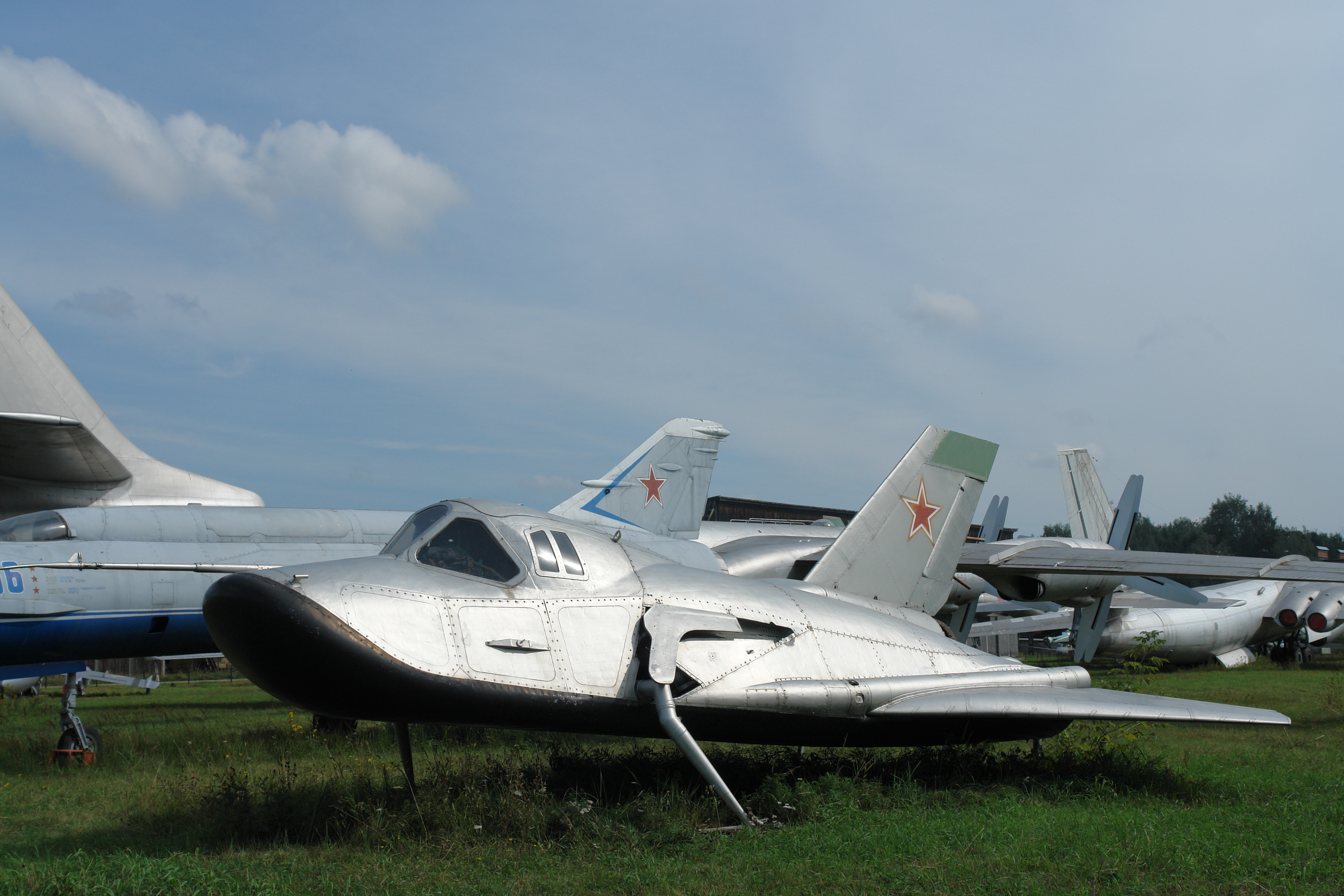
MiG-105011 exhibido en el Museo Central de las Fuerzas Aéreas en Mónino, cerca de Moscú.

El orbitador, la Aeronave Orbital Tripulada Experimental «EPOS», parece que partió del diseño del avión espacial Tsybin PKA de los años 60 que tenía el mismo apodo. Era un pequeño avión, parecido a un cuerpo de sustentación, con pequeñas alas plegables conectadas al fuselaje central.
La tripulación estaba formada por un único tripulante, que accedía al orbitador a través de una escotilla ubicada encima del asiento. La masa total del orbitador era de 8800 kg. Podía alcanzar órbitas inclinadas entre 45 y 135°.
El gran tamaño y grosor del morro, ayudaba a reducir el calor generado durante la reentrada, lo que fue también adoptado por la NASA para la propuesta HL-20 en la década de 1980.
Una de las características más notables del transbordador es que las alas eran movibles. Se mantenían inclinadas 60° durante el lanzamiento, órbita y reentrada, lo que favorecía la estabilidad. Tras la reentrada, una vez se había frenado a velocidades subsónicas, unos actuadores movían las alas a una posición horizontal, lo que favorecía la sustentación.
El transbordador era colocado en una órbita provisional de 130-150 km de altitud, que solo podía mantenerse 2 o 3 vueltas sobre la tierra, antes de que la resistencia y el rozamiento de la alta atmósfera a esa altitud, provocara la disminución de su velocidad y la reentrada en la atmósfera. Para evitar esta situación, era necesario un último impulso que elevara el transbordador a una órbita más alta. Eso se conseguía mediante un pequeño motor en la parte trasera del mismo, que desarrollaba una fuerza equivalente a 1500 kg, con dos motores de emergencia de 40 kg cada uno. Las maniobras orbitales se realizaban mediante seis pequeños motores instalados en el fuselaje central, con una fuerza de 16 kg cada uno y para las maniobras finas de mayor precisión, había diez motores de 1 kg de fuerza cada uno.
Los tanques de combustible se localizaban en el centro del transbordador. Todos los motores utilizaban una combinación de dimetilhidracina asimétrica como combustible y tetróxido de nitrógeno como comburente. Se tenía previsto desarrollar una versión más avanzada que habría utilizado flúor y amoníaco.
El orbitador contaba para vuelos a baja altitud, con un pequeño motor a reacción instalado en la parte trasera, bajo el timón vertical que, a plena potencia, permitía una autonomía de diez minutos volando a baja altitud. Esto permitía en caso necesario abortar el aterrizaje, alejarse de la pista de aterrizaje e intentarlo de nuevo. El motor estaba ubicado bajo el estabilizador central y durante el resto del vuelo estaba oculto para su protección, con una cubierta térmica.
En caso de emergencia, el tripulante del orbitador podía ser eyectado de la nave en su cabina en una cápsula de escape, en un diseño original y único en su tipo, para proteger al piloto de las corrientes de aire supersónico, la gran velocidad y altitud de la nave. Dicha cápsula podía ser activada en cualquier momento del vuelo y a diferente altitud operativa, ya que contaba con su propio sistema de navegación, protección térmica, motores para salir de órbita y escudo de reentrada (cuya forma era parecida a la de las cápsulas Soyuz).
El aterrizaje se efectuaba con plataformas tipo esquís, que bajaban del fuselaje central, ya que no se confiaba en que unas ruedas convencionales, pudieran resistir el calor de la reentrada. El compartimento para alojarlos estaba ubicado en un lateral del fuselaje central (no en la parte inferior, como suele ser habitual en las aeronaves) para proteger la integridad del escudo de reentrada.
El escudo de reentrada estaba compuesto por metales muy resistentes al calor, como el niobio, el molibdeno y el wolframio. Estaba articulado en diferentes láminas, para que la dilatación térmica generada por la reentrada no lo dañara.

#### Versiones
Se diseñaron tres versiones diferentes:
- Reconocimiento: llevaba 500 kg de equipos electrónicos. Los equipos fotográficos permitían una resolución de 1,2 m para una órbita de 130 km de altitud. Hubiera llevado una antena desechable sobre la nave de 1,5 m capaz de detectar escuadrones de aviones y grandes bases enemigas, al volar invertido en el espacio. Unos motores de flúor y amidol permitían variar la inclinación de la órbita hasta 17°.
- Intercepción: llevaba 500 kg de material militar. Unos motores de flúor y amidol permitían variar la inclinación de la órbita hasta 17°. Se desarrollaron dos versiones del interceptor:

- Interceptor-inspector: hubiera sido capaz de acercarse a 35 km del objetivo enemigo a gran altitud, como un satélite militar, estudiarlo con un visor que amplificaba las imágenes 50 veces y, en caso de que se quisiera, atacarlo con hasta 6 misiles pequeños de 25 kg cada uno, transportados en un contenedor rotatorio sobre la nave y cuyo alcance máximo era de 30 km. Esta versión hubiera sido capaz de atacar hasta dos objetivos diferentes que ocuparan órbitas que se diferenciaran 7-8° y 100 km de distancia, por la gran velocidad de la nave y la gran altitud operativa para el ataque.
- Interceptor de largo alcance: hubiera llevado dos misiles de 170 kg con guiado óptico, capaces de alcanzar objetivos a 350 km de distancia. En esta versión de largo alcance el Spiral también hubiera sido capaz de atacar dos objetivos, que podían encontrarse a alturas de hasta 1000 km sobre la nave.

- Avión espacial de ataque: llevaba 2000 kg de material militar, más grande y pesado, se hubiera utilizado para atacar buques. El orbitador hubiera contado con un único misil de 1700 kg, cuya probabilidad de acertar a un portaaviones occidental se estimaba en un 90 %, volando en forma invertida en el borde del espacio, a una altitud imposible de interceptar por un avión de combate convencional. Unos motores de flúor y amidol, permitían variar la inclinación de la órbita hasta 7 u 8°; además, podía efectuar simultáneamente un cambio de órbita a más de 100 km de altitud, con un cohete conectado en su parte trasera, que podía ser desechado y al lanzar el misil sobre el objetivo enemigo, su peso se hubiera reducido a 4900 kg y por la gran velocidad en el borde del espacio, sería imposible de interceptar por un sistema de defensa convencional.

El 105-12, que debía haber realizado vuelos supersónicos, estaba listo cuando el programa se dio por finalizado. Nunca llegó a volar. El 105-13, que debía haber realizado vuelos hipersónicos, solo tenía completado el fuselaje y se probó en una cámara de vacío, para simular las condiciones de reentrada, demostrándose capaz de resistir condiciones de hasta 50 vuelos.

#### Los BOR

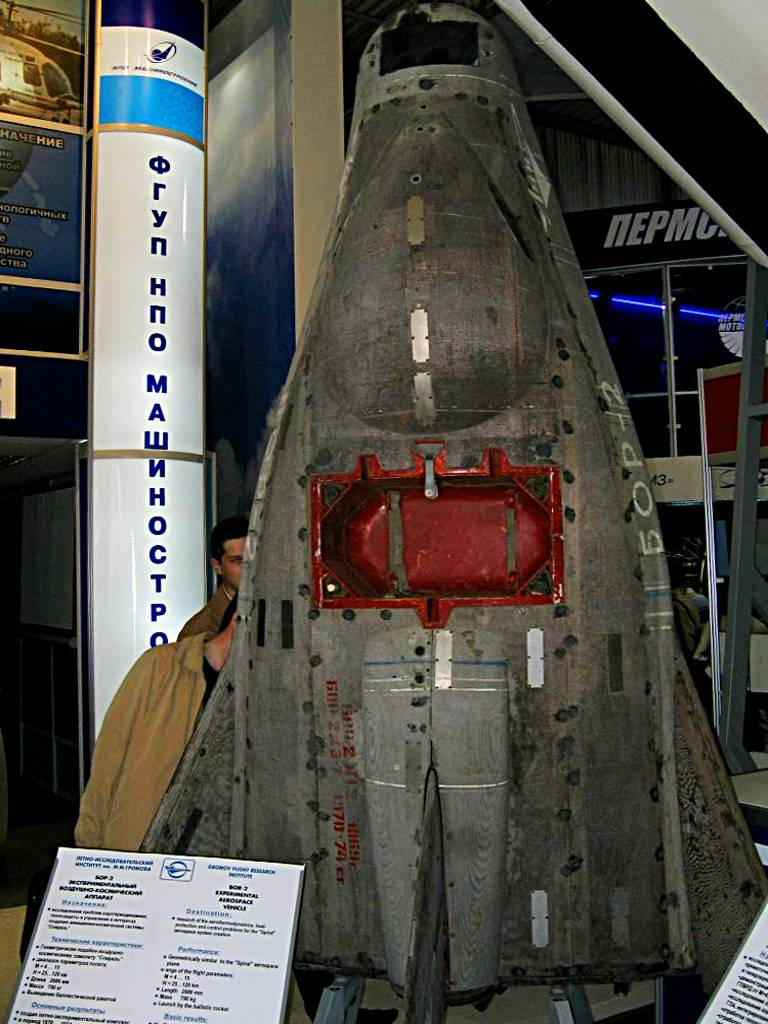
BOR-2 - Avión-cohete Automático Orbital

Los proyectos de investigación espacial BOR (acrónimo de ‘Avión-cohete Automático Orbital’) fueron unos prototipos de aviones espaciales, que heredaron su tecnología, y sirvieron para probar tecnologías para futuros transbordadores, especialmente en lo concerniente al escudo de reentrada.
Los puntos claves del desarrollo fueron el descenso controlado del aparato y la superación de las densas capas de la atmósfera, para estudiarlos se desarrollaron la aeronave subsónica MiG-105.11 y los sistemas analógicos suborbitales BOR-1, BOR-2 y BOR-3 y los espaciales BOR-4 y BOR-5, estos ya fuera del proyecto Spiral.
En 1965, la Oficina de Diseño-155 de Artiom Mikoyán comenzó, a las órdenes del diseñador jefe Gleb Lozino-Lozinski, el desarrollo de estos sistemas. El primero fue el BOR-1, que se creó a una escala de 1:3 en madera y se ensayó el 15 de julio de 1969 lanzándolo a una altitud de 100 km. El BOR-1 se destruyó al entrar a la atmósfera terrestre transmitiendo información sobre el vuelo y la entrada. De esta información se concluyó que la forma del casco permitía un descenso controlado y constante.
El BOR-2 se construyó también a escala 1:3 y se puso en órbita mediante un misil R-12 modificado siguiendo una trayectoria balística el 6 de diciembre de 1969. La misión fracasó al fallar el sistema de control y empezar a caer a los 25 km de altura, estrellándose. Al año siguiente se realizó, con éxito, un nuevo lanzamiento. De este lanzamiento se vio que había penetrado dentro del casco gas caliente debido a que las costuras del casco no estaban lo suficientemente ajustadas. Un tercer lanzamiento del BOR-2, que llevaba un panel experimental, fracasó al fallar la protección térmica. El 8 de febrero de 1972, se realizó con éxito el último lanzamiento del BOR-2 que completo todo el programa regresando a tierra de forma segura.
El BOR-3 se desarrolló y lanzó en dos ocasiones, en mayo de 1973 y en julio de 1974, sacando conclusiones y datos que permitieron el desarrollo de los otros sistemas del proyecto Spiral, que dio paso al proyecto del Transbordador Burán, el cohete portador Energía y el avión Antonov An-225 que fue el mayor del mundo. El diseñador jefe del proyecto Spiral, Gleb Lozino-Lozinski, dijo refiriéndose a a cancelación del proyecto Spiral y el inicio del Burán 

No deberíamos lamentarnos de esto. El Spiral jugó el papel que la historia le ha dado. Trabajando en este proyecto, tanto yo como mis ayudantes más cercanos adquirimos mucha experiencia, que finalmente sirvió para lograr el lanzamiento exitoso del Burán […]/[…] Es verdad, hemos trabajado tan a fondo y con tal perspectiva todos los problemas asociados a él que nuestras soluciones no están anticuadas hoy en día.

El prototipo BOR-4 fue una copia a escala 1:2 del orbitador, del cual difería en que se eliminó el motor a reacción y que las alas eran fijas. El BOR-4 finalmente voló al espacio en cuatro ocasiones, entre 1982 y 1984, dando una vuelta a la Tierra antes de volver a entrar. Aterrizó mediante paracaídas en el Mar Índico y el Mar Negro, donde fue recuperado y preparado para nuevos vuelos, demostrando que el concepto del avión espacial si funcionaba.
El BOR-5 ya fueron una serie de prototipos a escala 5:18 del transbordador Buran para estudiar su comportamiento a velocidades hipersónicas, en diferentes altitudes y velocidades. Tenían una masa de unos 1400 kg y eran lanzados mediante cohetes Kosmos-3, conectados en la punta del cohete con un sistema de acople en forma de anillo.

## Astronautas participantes en el proyecto
En 1966, se formó, en el Centro de Entrenamiento de Cosmonautas, un grupo de cosmonautas con el objetivo que participarán en las pruebas del proyecto del sistema aeroespacial «Spiral». En él participaron cosmonautas con suficiente experiencia de vuelo. Composición inicial del grupo fue:
- Guerman Stepánovich Titov, que ya había salido al espacio.
- Anatoly Petrovich Kuklin
- Vasili Grigorievich Lazarev
- Anatoly Vassilyevich Filipchenko

En 1969, se realizó una reorganización del Centro de Formación de Cosmonautas y se creó el Cuarto Departamento de la Primera Dirección de la CTC cuyo responsable fue Guerman Stepánovich Titov que acababa de obtener el diploma del Sistema de rescate de emergencia (SAS) en aviones aeroespaciales. El nuevo departamento reclutó a jóvenes pilotos que recibieron capacitación espacial, estos fueron:
- Leonid Denísovich Kizim, preparado entre 1969 y 1973.
- Anatoli Nikoláyevich Beriozovói, preparado entre 1972 y 1974.
- Anatoly Ivanovich Dedkov, preparado entre 1972 y 1974.
- Vladímir Aleksandrovich Dzhanibekov, preparado de julio a diciembre de 1972.
- Vladimir Sergeevich Kozelsky, preparado entre agosto de 1969 y octubre de 1971.
- Vladímir Afanásievich Liájov, preparado entre 1969 y 1973.
- Yuri Vasilyevich Malyshev, preparado entre 1969 y 1973.
- Aleksandr Yakovlevich Petrushenko, preparado entre 1970 y 1973.
- Yuri Viktorovich Romanenko, preparado en 1972.

El 7 de enero de 1971, Anatoly Vassilyevich Filipchenko sustituyó a Guerman Titov al frente del departamento y el 11 de abril de 1973, el cosmonauta de prueba de instructor Lev Vasilievich Vorobyov se puso al frente del mismo, ese mismo año de disolvió tras poner fin al proyecto Spiral.

## Historia
A finales de la década de 1950 y principios de la de 1960, se definieron una serie de tareas importantes de defensa que no podían resolverse por completo con los misiles balísticos ni con las naves espaciales que entonces se estaban desarrollando. Una de esta tareas era el suministro regular, confiable y seguro de personas y bienes desde la Tierra a las bases y estaciones espaciales y viceversa. Estas cuestiones fueron estudiadas por V.A. Matveev y A.V. Ptushenko en el grupo del diseñador de aviones R.L. Bartini.
En 1961, el 30.º Instituto Central de Investigación del Ministerio de Defensa de la Unión Soviética (TsNII 30) crea un departamento para el profundizar el estudio de estas cuestiones entre los que se hallan los matemáticos L.M. Lakhtin y A.F. Shlopak, junto con los expertos S.F. Isakov y G.A. Vvedensky y los jóvenes especialistas O.N. Khramov y V.D. Yaitsky. La Fuerza Aérea crea también un departamento con el objetivo de ordenar la industria aeroespacial.
En mayo de 1962, el comandante jefe de la Fuerza Aérea soviética, K.A. Vershinin, hace una propuesta al ministro de Defensa de la Unión Soviética, R. Ya. Malinovsky, para el desarrollo de una nave que pueda operar a una altitud de 150 km. Malinovsky le ordena que lo acuerde con el secretario del Comité Central del PCUS, D.F. Ustinov, y el ministro de la Industria de la Aviación, P.V. Dementyev.
En 1964, comenzaron los estudios para definir una serie de características básicas de un sistema de naves aeroespacial que pudieran realizar las tareas que se habían detectado necesarias y que fuera reutilizable. Estas naves debían de poder ponerse en órbita mediante lanzamientos horizontales, mediante aviones portadores, y también mediante cohetes reutilizables y aterrizar como los aviones convencionales. Se determinó la necesidad de crear un avión, un cohete y un objeto espacial y cumplirían los requisitos anteriores, estas fueron las bases para el llamado Proyecto Aeroespacial Spiral (VKS) en donde se determinaron las características de estabilidad y controlabilidad de la aeronave orbital así como el estudio de los materiales necesarios. Un año antes habían definido que la necesidad del proyecto y dos cuestiones fundamentales a resolver; la elección de una ley de control racional al entrar en las capas densas de la atmósfera y la selección de la protección térmica adecuada.
A mediados de 1965, el ministro de la Industria de la Aviación e industria aeronáutica de la Unión Soviética Pyotr Vasilievich Dementyev, encarga a la oficina de diseño OKB-155, la Mikoyán Design Bureau, el desarrollo del proyecto del sistema Spiral y designan a Gleb Evgenievich Lozino-Lozinsky diseñador jefe del mismo. Por parte de la Fuerza Aérea participa en el proyecto S. G. Frolov y el Zelik Aronovich Ioffe del 30.º Instituto Central de Investigación junto a los jefes de departamento V.A.Matveev y O.B. Rukosuev que eran los principales ideólogos del concepto VKS.
En el transcurso de la investigación se desarrolló el diseño de una aeronave orbital tripulada que se denominó Aeronave Orbital Tripulada Experimental «EPOS», en ruso Экспериментальный пилотируемый орбитальный самолёт «ЭПОС», que fue también denominado MiG-105 con sus variantes y una serie de vehículos orbitales no tripulados, que se denominaron «BOR», siglas de ‘Vehículo Orbital no tripulado’, en ruso «БОР» Беспилотный орбитальный ракетоплан. Dentro del proyecto, se desarrolló hasta el BOR-3 y, ya fuera de él, los BOR-4, BOR-5 y BOR-6.
La Aeronave Orbital Tripulada Experimental «EPOS» fue dispuesta por el decreto N.º 1098-378 del 28 de noviembre de 1967 del Comité Central del PCUS y del Consejo de Ministros de la Unión Soviética. Junto al «EPOS» se comenzó el estudio para el desarrollo de un propulsor hipersónico y su sistema de propulsión.
Se decide utilizar un avión hipersónico Tu-95 para la puesta en vuelo de los prototipos creados. El TU-95 se modifica en la planta de aviones de Kuibyshev para esta función, se añaden los sistemas necesarios para el amarre y separación del EPOS. convirtiéndose en el Tu-95KM, en el mismo lugar se prepara un espacio para la realización de las pruebas de aterrizaje. Se va definiendo la forma del EPOS y realizando pruebas en túneles de viento en varios modos.
Se decide la creación de naves no tripuladas, los BOR, para la realización de pruebas y ensayos. Estos trabajos se realizan el séptimo laboratorio del instituto que está al cargo de A.Z. Kaplan. Se decide hacer un avión orbital en una escala de 1:3, con un peso de unos 800 kg. Los desarrollos comienzan en 1968 y en 1969 se comienzan las pruebas prácticas de vuelo lanzando las naves a lo largo de trayectorias suborbitales desde sitio de prueba de Kapyar en colaboración con las fuerzas de misiles de la Unión Soviética. En ellos se determinarán las características aerodinámicas, distribución de temperatura sobre la superficie de la aeronave, características de estabilidad y controlabilidad así como el estudio de materiales para el blindaje térmico y la perfección el diseño aerodinámico de la aeronave.
En febrero de 1968, se plantea realizar un plan de trabajo sobre el proyecto para los años 1968-1975. En febrero de 1970 el ministro de defensa, A.A. Grechko, envía un informe al Comité Central del PCUS donde le pide planificar el complejo Spiral y acelerar la creación del avión orbital tripulado. El 4 de marzo, el Comité Central del PCUS pide al Ministerio de Defensa, que tomen medidas para acelerar el programa de desarrollo del programa Spiral. El 30 de junio de 1970, el ministro de Defensa A.A. Grechko emite una resolución donde no respalda el proyecto con el argumento que distrae de necesidades más urgentes, refiriéndose a la construcción de armamento, y el proyecto entra en una fase de ralentización sin llegar a detenerse.
Entre 1975 y 1978, se realizan pruebas con la Aeronave Orbital Tripulada Experimental «EPOS» y el avión de transporte Tu-95KM, 14 vuelos sin desacoplamiento de la aeronave portadora y 6 vuelos de análogos con separación de la aeronave portadora Tu-95KM y aterrizaje. Los pilotos fueron Pyotr Ostapenko, Igor Volk, Valery Menitsky, Alexander Fedotov, A. Fastovets y Vasily Uryadov.
En 1976, asume el cargo de ministro de defensa D.F. Ustinov y se decide el desarrollo de la transbordador espacial Burán y el cohete portador Energía. Se mantienen los ensayos con los BOR y el EPOS pero se da por terminado en proyecto Spiral.
Pruebas con los BOR

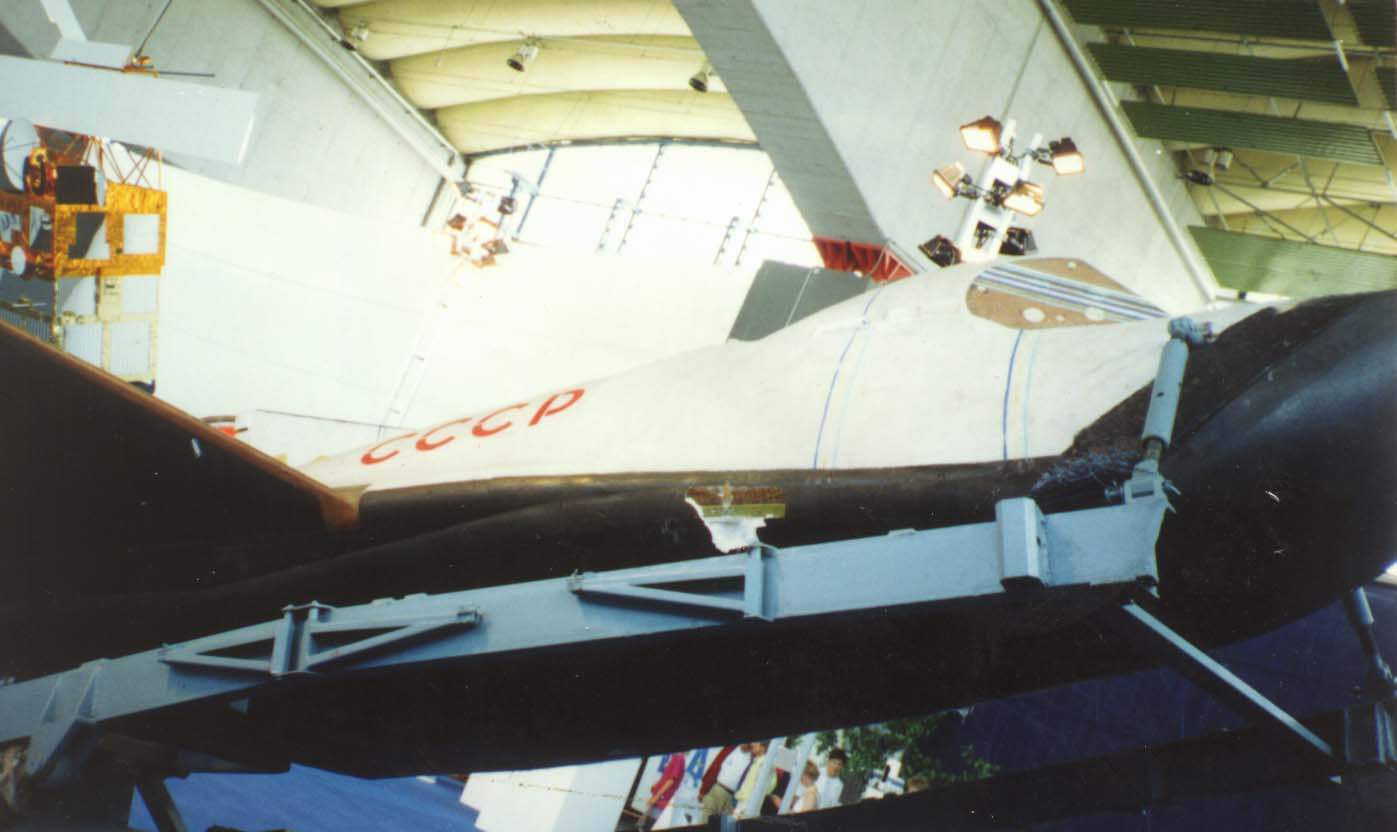
BOR-4 lanzado en órbita

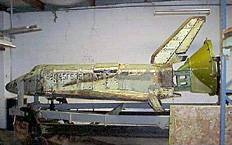
BOR-5

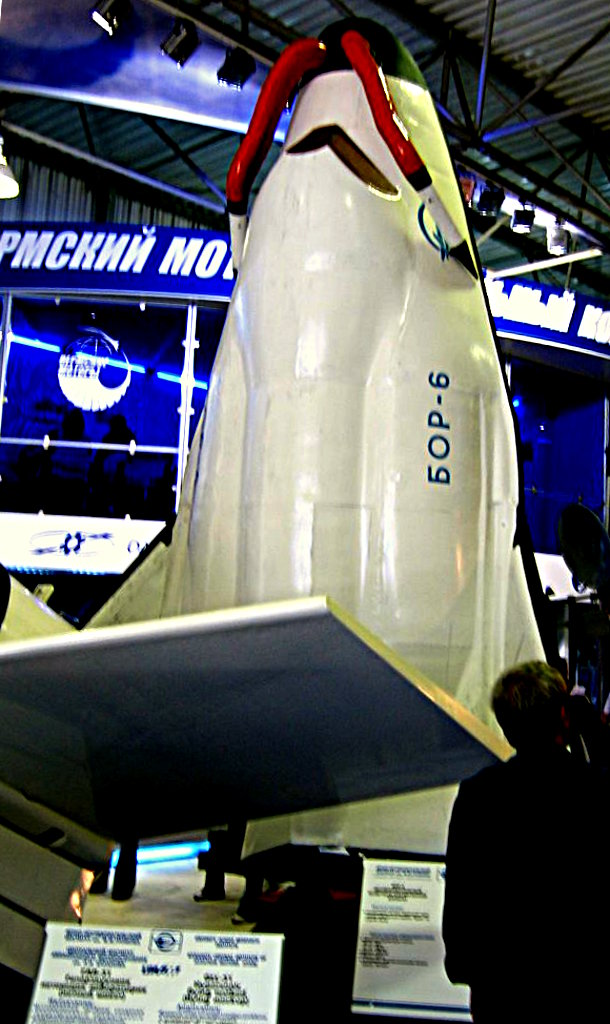
BOR-6 - nave espacial analógica no voladora

Todas las naves no tripuladas se fabricaron en una escala de 1:3 debido a las capacidades de energía limitadas del vehículo de lanzamiento 8K63B, uno balístico modificado R-12. Los lanzamientos se llevaron a cabo desde Kapustin Yar:
- BOR-1 - 15/07/1969, una maqueta hecha de textolita, quemada durante el descenso balístico.
- BOR-2 - 06.12.1969, falla del sistema de control, descenso balístico, quemado.
- BOR-2 - 31/07/1970, vuelo exitoso.
- BOR-2 - 22/04/1971, desgaste de la protección térmica, el paracaídas no salió, se estrelló.
- BOR-2 - 02/08/1972, vuelo exitoso, el dispositivo está almacenado en LII.
- BOR-3 - 24.05.1973, destrucción a una altitud de 5 km, se estrelló.
- BOR-3 - 11/07/1974, daño del paracaídas, se estrelló.

Tras el cierre del proyecto Spiral, se inició, prácticamente con el mismo equipo de investigadores y liderado por G.E. Lozino-Lozinsky, el proyecto de transbordador Burán. Para la verificación del rendimiento de las placas de protección contra el calor en la superficie inferior de las naves se realizó mediante naves no tripuladas BOR, se fabricaron cinco Bor-4. Se realizaron cinco lanzamientos, uno de ellos a lo largo de la subórbita y los otros cuatro en una trayectoria orbital y un amerizaje en el Océano Índico y el Mar Negro. Se utilizó el cohete Cosmos 11K65M-RB para ello.
Tras los ensayos con los BOR-4 se comenzó a estudiar y desarrollar la configuración aerodinámica de lo que sería el Burán. Para ello se construyeron dos vehículos no tripulados BOR-5 que se hicieron volar a lo largo de la subórbita. Estos ensayos permitieron desarrollar la tecnología de fabricación y pegado de baldosas de protección térmica hasta tal punto que ninguna de las 40 000 baldosas instaladas en el orbitador Buran normal no se desprendió o se dañó como un resultado del vuelo.

## Proyecto
Los trabajos en el proyecto espacial Spiral fueron una herencia de los trabajos de la OKB-52 de Chelomey. Tras la reorientación de los planes espaciales de dicha oficina, y además de los cambios políticos (el derrocamiento de Jrushchov a manos de Brezhnev) su proyecto de «Raketoplan» (Avión Cohete) fue transferido a la Mikoyan GKAT OKB-155. En 1965 el diseño inicial estaba completado y se esperaba que el sistema estuviera listo a mediados de la década de 1970. El coste total de desarrollo del proyecto Spiral se estimó en 453 000 000 (cuatrocientos cincuenta y tres millones) de rublos.
Dada la complejidad del proyecto, la nueva tecnología y las pruebas de vuelo necesarias, para su investigación y desarrollo, se previo acometerlo en cuatro fases:
- Primera fase: se preveía la construcción de un prototipo tripulado suborbital que pesara unas 11,85 toneladas, incluidas 7,45 de combustible. El prototipo sería soltado desde un bombardero Tu-95 e impulsado mediante dos motores cohete. Se esperaba tener tres de estos prototipos realizando pruebas de vuelo subsónico en 1967 y en 1968, como respuesta al X-15 de Estados Unidos, se realizarían pruebas de vuelo hipersónico.
- Segunda fase: se preveía la construcción de un avión de 6,8 toneladas que tendría la misma forma que el orbitador espacial la Aeronave Orbital Tripulada Experimental «EPOS». El EPOS sería llevado a una órbita de unos 150-180 km de altura mediante un cohete Soyuz y, tras dos o tres revoluciones a la Tierra y maniobrar en el espacio, aterrizaría. Para estos vuelo de prueba en cohetes Soyuz Serguéi Koroliov propuso inicialmente que el orbitador se colocara debajo del cohete y fuera arrastrado por este. Esta extravagante configuración hubiera eliminado el problema de lanzar una carga tan asimétrica ubicada en el morro del cohete, pero finalmente se optó por colocarlo en el lugar convencional. Se esperaba que se realizaran cuatro vuelos (entre tripulados y automáticos) entre 1969 y 1970.
- Tercera fase: se esperaba que, en 1970, se pudieran realizar las primeras pruebas de los prototipos del avión hipersónico. Los cuatro prototipos previstos debían volar hasta Mach 4 y usar queroseno como combustible. Tras analizar los datos, se construirían otro cuatro prototipos que emplearían hidrógeno como combustible. Estos nuevos prototipos debían empezar a volar en 1972.
- Cuarta fase: en 1972, debían empezar a realizarse las primeras pruebas del sistema completo, con el avión que usaba queroseno junto a un cohete y un orbitador que usaran hidrógeno. En 1973, debía cambiarse el avión por uno que empleara hidrógeno, con lo que el sistema podía considerarse operativo.
- Fases ulteriores: se estudió la posibilidad de cambiar el oxígeno como oxidante para el cohete y el orbitador por flúor, que tiene un rendimiento más alto. También se estudió la posibilidad de reutilizar el cohete incorporándole motores estatorreactores para que pudiera volar y aterrizar en tierra.

Se tenía previsto construir tres prototipos del orbitador, de igual forma pero un poco más pequeños que la versión definitiva, para permitir el lanzamiento desde la punta de un cohete Soyuz. Los dos primeros prototipos (105-11 y 105-12) debían ser cargados en un bombardero Tupolev-95 y, una vez separados del avión, impulsarse mediante un motor a reacción o un cohete (el primero solo hasta velocidades subsónicas y el segundo hasta Mach 6-8). El tercer prototipo (105-13) debía ser el primero en llegar a órbita.
Los elevados costes hicieron que se intentara desarrollar solo el orbitador, que voló en diversas ocasiones tras ser arrojado desde un avión. Sin embargo, no se llegó a enviar nunca al espacio, su avanzada tecnología y las pruebas de vuelo, sirvieron para el posterior desarrollo del Transbordador Buran.

### Desarrollo
En julio de 1965, se escogió a Gherman Titov como jefe del cuerpo de cosmonautas que iban a volar en el avión espacial Spiral. Junto a él, se eligió también a Dobrovolskiy, Filipchenko, Kuklin y Matinchenko, en diciembre se cambió la composición del cuerpo de cosmonautas: Titov, Beregovoy, Filipchenko, Kuklin y Shatalov. En diciembre de 1967 se volvió a cambiar los cosmonautas: Titov, Kizim, Kozelskiy, Lyakhov, Malyshev y Petrushenko.
El desarrollo del transbordador se inició en 1967 y los primeros prototipos se ensamblaron con rapidez, pero el Ingeniero Jefe Artyom Mikoyan murió el 9 de diciembre de 1970. Titov, atisbando que el programa no llegaría a fructificar, abandonó el programa ese mismo año. A principios de 1971, el ministro de defensa A. Grenchko determinó que ¡no vamos a apoyar fantasías!, lo cual fue apoyado por Dimitri Ustinov, supervisor de la industria armamentística del Partido Comunista. Así, el proyecto fue transformado en una serie de pruebas de prototipos, en vez de considerarlo como un proyecto realizable. Titov fue sustituido por Filipchenko hasta 1972 que, a su vez, fue sustituido por Khrunov. En el momento de la disolución del cuerpo de cosmonautas, este estaba formado por Illarionov, Khrunov, Kizim, Kozelskiy, Lyakhov y Malyshev.
En junio de 1974, se decidió resucitar el proyecto Spiral, aunque no como sistema operativo, sino como banco de pruebas para desarrollar tecnologías útiles para futuros transbordadores espaciales.
Se hicieron pruebas en los túneles de viento del TsAGI para probar las características aerodinámicas del Spiral.
Los cosmonautas fueron sustituidos por los pilotos de prueba Igor Volk, Valery Menitsky, Aleksandr Fedotov y Vassily Uriadov y Aviard G. Fastovets, siendo este último quien realizó la mayor parte de los vuelos de prueba. En febrero de 1976, debido a la elección de construir el más grande y completo Transbordador Burán en su lugar, el programa fue abandonado salvo por las pruebas del primer prototipo (105-11), que ya estaba construido. El 105-11 voló en régimen subsónico en ocho ocasiones entre octubre de 1976 y septiembre de 1978. En este último vuelo se produjo un aterrizaje duro, lo que dañó el prototipo. Aunque fue reparado poco tiempo después, se consideró que se habían recabado suficientes datos y el programa fue definitivamente cancelado. El prototipo 105-11 está expuesto en el Museo Central de las Fuerzas Aéreas en Mónino.

## Impacto de los programas americanos en el proyecto

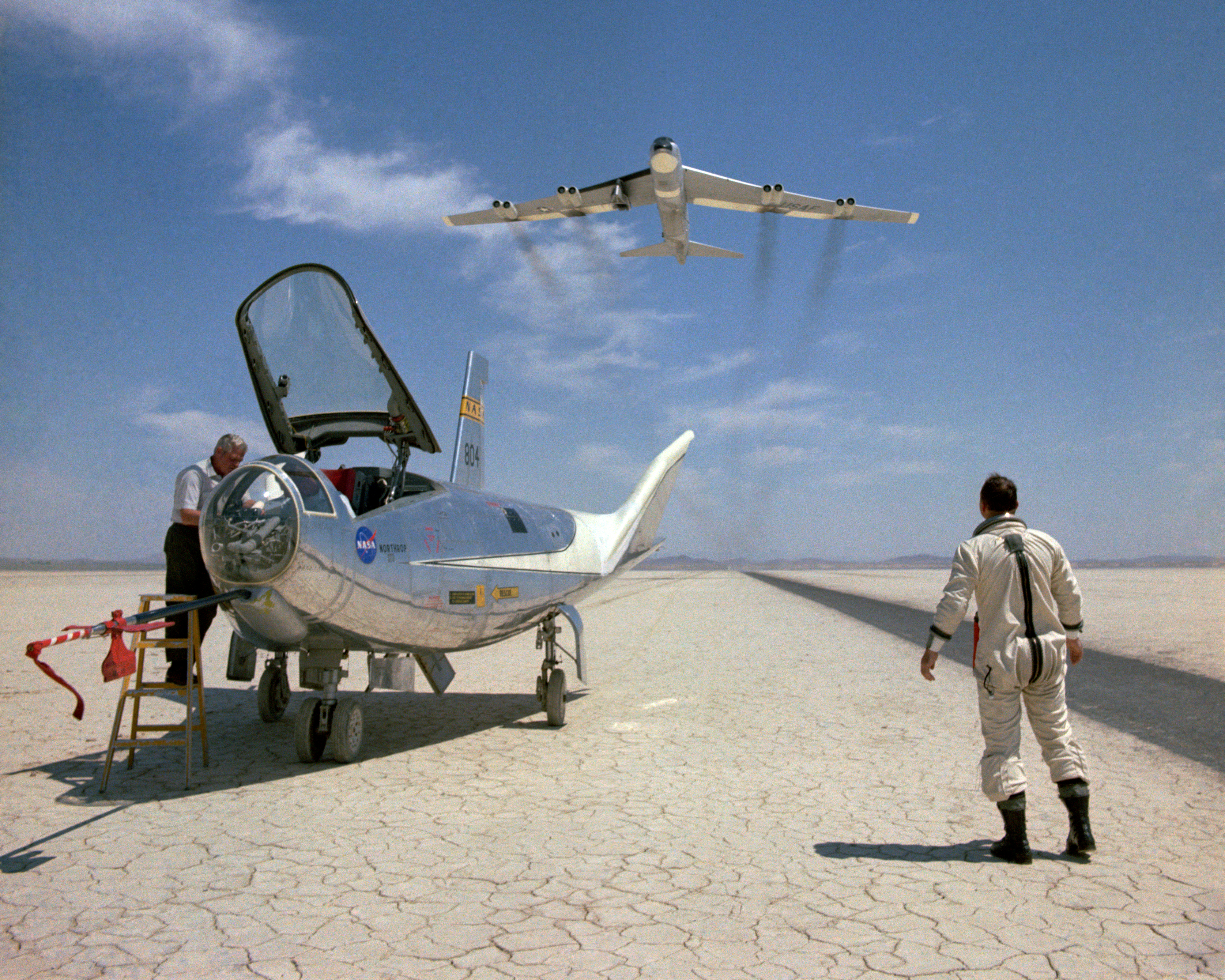
Northrop HL-10

El comienzo del programa Spiral estuvo influenciado por el inicio del trabajo en el programa estadounidense Boeing X-20 Dyna-Soar. La elección de la apariencia del avión orbital del proyecto Spiral no se hizo completamente desde cero. Al elegir los algoritmos de diseño y control para el avión orbital del proyecto Spiral, los diseñadores siguieron de cerca el trabajo y las pruebas estadounidenses de vehículos no tripulados «ASSET (spacecraft)» (1963-1965), «Martin X-23 PRIME» (1966-1967). Cuando se lanzó el proyecto piloto Spiral en la Unión Soviética, Estados Unidos ya había realizado un estudio de aeronaves hipersónicas tripuladas a bajas velocidades de vuelo («PILOT») y vuelos de vehículos tripulados «M2-F1», «M2-F2» y «HL-10», también se proporcionó investigación de vuelo para «Martin-Marietta X-24». Los resultados de estas pruebas fueron conocidos por la Oficina de Diseño de Mikoyan.
El cierre del programa Spiral estuvo influenciado por el inicio de la creación del programa Energía-Burán como respuesta al inicio del programa estadounidense de la American Space Shuttle, así como el cierre en 1975 del programa PILOT (el programa Spiral se cerró oficialmente en diciembre de 1963; el programa PILOT se cerró en 1975).
Según los empleados de la NASA, los datos sobre la creación y prueba de los vehículos tripulados M2-F1, M2-F2, HL-10, X-24A, X-24B, comprados por la Unión Soviética, podrían haber influido en el diseño del Bor-4.

## Herencia

### Transbordador Burán

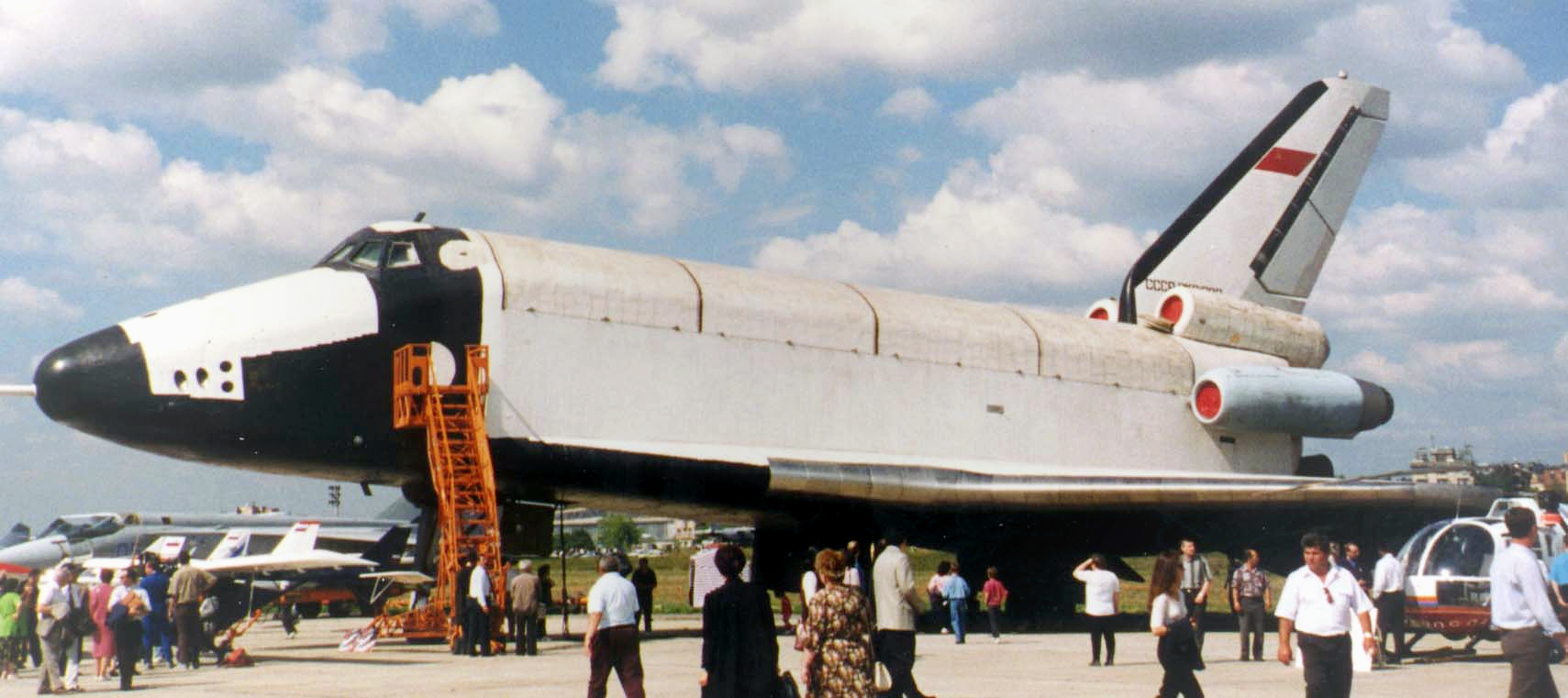
Transbordador Buran, creado y desarrollado por la Unión Soviética antes que los transbordadores espaciales de la NASA.

El proyecto Spiral dio paso en 1976 al proyecto Energía/Burán. El equipo de investigación básico que estaba desarrollando Spiral pasó al desarrollo del nuevo proyecto y todo lo estudiado y desarrollado hasta entonces fue la base para el desarrollo del Burán y sus componentes. Dentro de este proyecto se realizaron las pruebas con los BOR-4, BOR-5 y BOR-6.
El programa soviético de transbordadores espaciales se denominaba MKS y su único resultado fue el Burán, que realizó un único vuelo en automático en el que, tras salir a órbita, volvió a la Tierra y aterrizó en una pista tradicional de forma automática. Un hecho que pasó a la historia como un hito de la investigación espacial.
Tras el primer vuelo exitoso, el proyecto fue suspendido debido a la falta de fondos y a la situación política en la Unión Soviética que estaba ya en proceso de desintegración. Los dos orbitadores siguientes, programados para 1990 y 1992, nunca se terminaron. El 30 de junio de 1993, el proyecto fue cancelado de forma oficial por el presidente de Rusia Borís Yeltsin.

### Interceptor Uragan
El Departamento de Defensa estadounidense afirmó que la Unión Soviética desarrolla un programa del avión espacial militar que se había iniciado en septiembre de 1978 y del cual se habían realizado, con éxito, 4 pruebas en órbita entre 1982 y 1984. Afirmaba que en el programa habían participado seis cosmonautas, a los que, posteriormente, se sumaron otros tres más. El transbordador totalmente operativo iba a ser lanzado sobre la punta de un cohete Zenit, en diferentes bases aéreas de la Unión Soviética, logrando alcanzar rápidamente una gran velocidad y altitud operativa, para interceptar satélites enemigos, otros aviones espaciales y misiles ICBM. Según creyeron los medios occidentales, el programa fue cancelado en septiembre de 1987, poco después de que el accidente del Transbordador espacial Challenger eliminara el programa estadounidense de misiones militares de los transbordadores desde la base Vandenberg.
Supuestamente este proyecto de avión espacial militar fue denominado «interceptor Uragan» y habría partido del diseño original del primer orbitador Spiral, tendría su misma forma aunque de mayor tamaño y peso, (13 t) y dotado con misiles en su bahía interna de carga y una ametralladora, para combatir contra otros aviones espaciales enemigos, situación que nunca se presentó durante la Guerra Fría, pero que es un concepto de batalla en la militarización del espacio, que preocupaba mucho a las potencias enfrentadas.
Tanto la Unión Soviética como Rusia han negado la existencia del programa Uragan indicando que los presuntos vuelos del Uragan, no fueron más que pruebas de vuelo del proyecto BOR-5 y que se estaban realizando, como banco de pruebas para el futuro transbordador Burán. Es probable que, en realidad, los servicios de inteligencia de Estados Unidos fueran engañados por una exitosa campaña de desinformación en plena Guerra Fría. Además, la existencia de los programas de transbordadores LKS y OK-M (además del transbordador Burán y el prototipo BOR) pudo contribuir a aumentar la confusión de los estadounidenses.

### Sistema de lanzamiento de personal HL-20
El sistema de lanzamiento de personal HL-20 es un concepto de avión espacial de la NASA para misiones orbitales tripuladas estudiado por el Centro de Investigación Langley de la NASA alrededor de 1990 que tenía como objetivo el bajar los costos operativos de los viajes espaciales, aumentar la seguridad y el poder aterrizar en pistas convencionales. El diseño estuvo basado en imágenes de los vehículos experimentales soviéticos de la serie BOR-4 utilizados en el desarrollo del programa espacial Energía-Buran en junio de 1982 y Kosmos-1445 en marzo de 1983. Algunas de la fotografías fueron tomadas por aviones de reconocimiento cuando los prototipos estaban siendo recogidos del mar.
Tras el accidente del Challenger, la NASA estudió la posibilidad de crear una nave de rescate para la Estación Espacial Freedom. Tras estudiar varias opciones se escogió el HL-20 como nave de rescate, pero, finalmente, la Estación Espacial Freedom no se llegó a construir.

### Dream Chaser
A su vez, el HL-20 sirvió como fuente de inspiración a la compañía privada de turismo espacial SpaceDev para diseñar el transbordador Dream Chaser. El transbordador estaba diseñado para ser lanzado verticalmente y alcanzar un vuelo suborbital por sus propios medios. Posteriormente, mediante la incorporación de un cohete, se preveía que el transbordador pudiera realizar vuelos orbitales.
En el desarrollo del este proyecto participaron, junto al personal que había participado en el desarrollo del HL-20, ingenieros y científicos rusos que fueron contratados tras la visita a Rusia de Mark Sirangelo.
No obstante, en mayo de 2007, la compañía anunció que abandonaba este diseño, optando por uno que recuerda más a un clásico cohete. Según la compañía el nuevo diseño es más ligero, más seguro y más aerodinámico, lo que les permitirá desarrollarlo antes.